# Wamba, a Child of the Jungle
Wamba, a Child of the Jungle es un cortometraje mudo de 2 carretes de 1913 dirigido por Colin Campbell y realizado por la Selig Polyscope Company.

## Reparto
- Tom Santschi como Portuguese Pete
- Bessie Eyton como Wamba
- Frank Clark como Dr. Rice
- Eugenie Besserer como Mrs. Rice
- Baby Lillian Wade como la hija de Wamba (*como Lillian Wade)